# Sedatus de Nîmes
Sedatus est un prélat latin, deuxième évêque connu de Nîmes de 506 à 510.